# Wald (Zürich)
Wald is een gemeente en plaats in het Zwitserse kanton Zürich, en maakt deel uit van het district Hinwil. Wald telt 8765 inwoners.

## Geboren
- Elsi Giauque (1900-1989), textielkunstenares[1]
- Sebastian Stalder (1998), biatleet